# كرايغ هاوتن
كرايغ هاوتن (بالإنجليزية: Craig Hawtin)‏ هو لاعب كرة قدم بريطاني في مركز ظهير ‏، ولد في 29 مارس 1970 في باكيستون في المملكة المتحدة. لعب مع نادي تشستر سيتي.